# Sec-amil-acetat
sec-Amil-acetat je  organsko jedinjenje iz grupe estara. Nastaje  esterifikacijskom reakcijom sec-amil-alkohola (2-pentanol) i acetatne kiseline. Reaguje sa nitratima, jakim oksidacionim agensima, alkalijama i kiselinama.

## Toksičnost
Ova supstanca reaguje sa oksidansima, pa može da izazove požare i moguće eksplozije, a pogađa i mnoge plastike. 
Takođe, 2-pentil-estar iritira oči, kožu i respiratorni trakt. Izlaganjem visokom nivou može doći do smanjenja svijesti.